# Col·loblast
Els col·loblasts són unes cèl·lules especialitzades que es troben en els tentacles de ctenòfors. Són un tipus de cèl·lules adhesives situades sobre els filaments prènsils i que serveixen per a la captura de les preses. La primera observació d'un col·loblast al microscopi va tenir lloc el 1844.
A la part anterior presenta una massa citoplasmàtica en forma de campana, recoberta d'una sèrie de glòbuls glutinosos que s'adhereixen fortament a les preses i que és unida a la capa basal per dos filaments que travessen l'epidermis. Un dels filaments és citoplasmàtic, espiralat i contràctil, i l'altre és rectilini i representa el nucli estirat. En els col·loblasts madurs manca el nucli i solament resta el filament contràctil.
Un col·loblast és molt similar a un cnidoblast, però a diferència d'aquest, en comptes de posseir un arpó verinós, té una mena de paleta que secreta una substància enganxosa. De fet, aquestes cèl·lules es disposen en el parell de tentacles llargs dels ctenòfors, i secreten un líquid viscós que conserva les seves propietats adhesives amb els quals atrapen el components més petits del zooplàncton, i després retracten els tentacles per portar el menjar a la boca.
Quan la cèl·lula que conté el col·loblast entra en contacte amb un òrgan determinat, s'expandeix ràpidament, i la part apical entra en adhesió a ella. A diferència de cnidocits el col·loblast no es destrueix; es replega a l'interior de la cèl·lula i, posteriorment, pot ser utilitzat un altre cop. De fet, el filament citoplasmàtic, de gran elasticitat, no es trenca.
El col·loblast pot ser un problema per als banyistes al mar. Per les seves característiques adhesives s'aferren accidentalment amb molta facilitat al cos i a les extremitats de les persones. Queden gairebé completament enganxat a la pell i en estirar els fragments s'arrenca l'epidermis. L'exposició de la ferida a l'aigua de mar, posa en contacte la part interna de la pell amb el líquid salat i provoca un dolor agut i irritant. Tot i així, en principi, representa un risc menor per a la salut de l'afectat.